# Gabbiella
Gabbiella é um género de gastrópode  da família Bithyniidae.
Este género contém as seguintes espécies:
- Gabbiella balovalensis
- Gabbiella humerosa
- Gabbiella rosea
- Gabbiella stanleyi